# Plantaginàcies

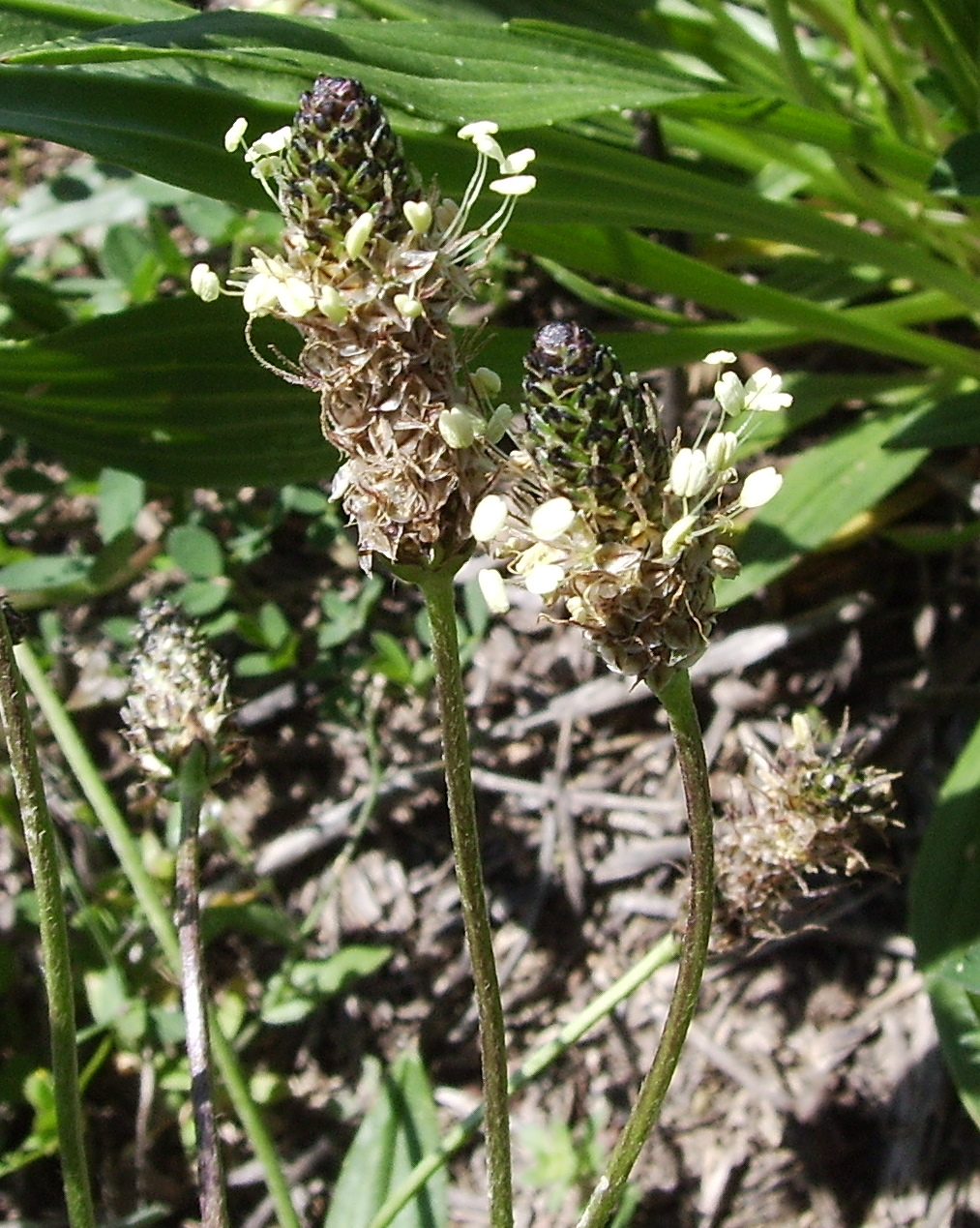
Flors de Plantago lanceolata

Les plantaginàcies (Plantaginaceae) són una família de plantes angiospermes de l'ordre de les lamials (Lamiales), dins del clade de les làmides, un subclade de les astèrides. Són plantes herbàcies de distribució és cosmopolita.
La família tradicional era bastant petita. Després dels treballs moleculars del "Grup de Filogènia de les Angiospermes" (Sistema APG) es va poder veure com tenia relacions amb molts altres gèneres que, morfològicament, semblaven molt distants.
Avui en dia, tots aquests gèneres presents a la flora dels Països Catalans que estaven a les escrofulariàcies, han sigut traslladats a les plantaginàcies: Anarrhinum, Antirrhinum (que inclou Asarina i Misopates), Digitalis, Erinus, Gratiola, Lafuentea, Linaria (que inclou Chaenorhinum, Kickxia i Cymbalaria),  Sibthorpia o Veronica.

## Taxonomia
Aquesta família va ser descrita per primer cop l'any 1789, amb el nom de Plantagines, a l'obra Genera Plantarum del botànic francès Antoine-Laurent de Jussieu (1748 – 1836).

El nom de la família deriva del gènere Plantago L. (plantatge)

### Tribus
A les plantaginàcies es reconeixen les següents 12 tribus:
- Digitalideae Dumort.
- Veroniceae Duby
- Plantagineae Dumort.
- Globularieae Rchb.
- Hemiphragmateae Rouy
- Angelonieae Pennell
- Gratioleae Benth.
- Antirrhineae Benth.
- Callitricheae Dumort.
- Sibthorpieae Benth.
- Cheloneae Benth.
- Russelieae Pennell

### Gèneres
Dins d'aquesta família es reconeixen els 107 gèneres següents:
- Acanthorrhinum Rothm.
- Adenosma R.Br.
- Agathelpis Choisy
- Albraunia Speta
- Anamaria V.C.Souza
- Anarrhinum Desf.
- Ancistrostylis T.Yamaz.
- Angelonia Bonpl.
- Antirrhinum L.
- Aragoa Kunth
- Asarina Mill.
- Bacopa Aubl.
- Basistemon Turcz.
- Benjaminia Mart. ex Benj.
- Boelckea Rossow
- Brookea Benth.
- Bythophyton Hook.f.
- Callitriche L.
- Campylanthus Roth
- Chaenorhinum (DC.) Rchb.
- Cheilophyllum Pennell
- Chelone L.
- Chionophila Benth.
- Chodaphyton Minod
- Collinsia Nutt.
- Cymbalaria Hill
- Darcya B.L.Turner & C.P.Cowan
- Deinostema T.Yamaz.
- Digitalis Tourn. ex L.
- Dintera Stapf
- Dizygostemon (Benth.) Radlk. ex Wettst.
- Dopatrium Buch.-Ham. ex Benth.
- Ellisiophyllum Maxim.
- Encopella Pennell
- Epixiphium Munz
- Erinus L.
- Fonkia Phil.
- Gadoria Güemes & Mota
- Galvezia Dombey ex Juss.
- Gambelia Nutt.
- Geochorda Cham. & Schltdl.
- Globularia Tourn. ex L.
- Gratiola L.
- Hemiphragma Wall.
- Hippuris L.
- Holmgrenanthe Elisens
- Holzneria Speta
- Howelliella Rothm.
- Hydrotriche Zucc.
- Ildefonsia Gardner
- Kashmiria D.Y.Hong
- Keckiella Straw
- Kickxia Dumort.
- Lafuentea Lag.
- Lagotis Gaertn.
- Lapaea Scatigna & V.C.Souza
- Leucospora Nutt.
- Limnophila R.Br.
- Limosella L.
- Linaria Mill.
- Littorella P.J.Bergius
- Lophospermum D.Don
- Mabrya Elisens
- Matourea Aubl.
- Maurandella (A.Gray) Rothm.
- Maurandya Ortega
- Mecardonia Ruiz & Pav.
- Melosperma Benth.
- Misopates Raf.
- Mohavea A.Gray
- Monttea Gay
- Nanorrhinum Betsche
- Neogaerrhinum Rothm.
- Neopicrorhiza D.Y.Hong
- Nothochelone (A.Gray) Straw
- Nuttallanthus D.A.Sutton
- Ourisia Comm.
- Paederota L.
- Pennellianthus Crosswh.
- Penstemon Schmidel
- Philcoxia P.Taylor & V.C.Souza
- Picrorhiza Royle ex Benth.
- Plantago L.
- Poskea Vatke
- Pseudomisopates Güemes
- Pseudorontium (A.Gray) Rothm.
- Rhodochiton Zucc. ex Otto & A.Dietr.
- Russelia Jacq.
- Sairocarpus D.A.Sutton
- Schistophragma Benth. ex Endl.
- Schweinfurthia A.Braun
- Scoparia L.
- Scrofella Maxim.
- Sibthorpia L.
- Stemodia L.
- Tetranema Benth.
- Tetraulacium Turcz.
- Tonella Nutt. ex A.Gray
- Trapella Oliv.
- Triaenophora Soler.
- Trungboa Rauschert
- Umbraria Scatigna & V.C.Souza
- Uroskinnera Lindl.
- Veronica L.
- Veronicastrum Heist. ex Fabr.
- Wulfenia Jacq.
- Wulfeniopsis D.Y.Hong

### Sinònims
Els següent nom científic és un sinònim heterotípic de Plantaginaceae:
- Callitrichaceae Link

## Història taxonòmica
El sistema APG, des de la seva primera versió de 1998], va incloure la família de les plantaginàcies dins de l'ordre de les lamials, prescindint de l'antic ordre de les Plantaginales propi de les classificacions clàssiques. La circunacipió clàssica de la família es limitava a tres gèneres, Bougueria, Littorella i Plantago. Però els estudis filogenètics van mostrar que la família tradicional de les plantaginàcies stricto sensu estava relacionada amb alguns gèneres de la família de les Escrofulariàcies (Scrophulariaceae) però sense incloure el gènere tipus, Scrophularia. Addicionalment també s'hi van incloure les antigues famílies Callitrichaceae, Globulariaceae i Hippuridaceae.